# كاغويا ساما: الحب حرب
كاغويا ساما: الحب حرب (باليابانية: ～かぐや様は告らせたい ～天才たちの恋愛頭脳戦، بالروماجي: Kaguya-sama wa Kokurasetai: Tensai-tachi no Ren'ai Zunōsen) حرفياً (كاغويا-ساما ترغب بالإعتراف -معركة حب ذهنية بين عبقريين-)، سلسلة مانغا يابانية من نوع كوميديا رومانسية من تأليف ورسوم أكا أكاساكا [الإنجليزية]، بدأت بالصدور في مجلة مانغا السينين «ميراكل جمب» منذ مايو 2015، ثم إنتقلت إلى مجلة يونغ جمب الإسبوعية في مارس 2016، حصلت شركة «فيز ميديا» على رخصة ترجمة وتوزيع المانغا باللغة الإنجليزية، حققت المانغا مبيعات وصلت إلى (15 مليون نسخة) حتى أبريل 2021، وفي العام 2020 حازت على جائزة شوغاكوكان للمانغا الـ65 في التصنيف العام.
أنتج أنمي تلفزيوني من 12 حلقة مبني على هذه المانغا من قبل ستوديو أي-1 بيكتشرز عرض في اليابان بين يناير ومارس من عام 2019، أٌلحق بموسم ثاني من 12 حلقة أيضاً تم بثه تلفزيونياً بين أبريل ويونيو 2020، بالإضافة إلى حلقة أوفا نشرت عام 2021، وموسم ثالث عرض بين أبريل ويونيو 2022 متكونًا من 13 حلقة والإعلان عن إنتاج مشروع أنمي آخر له، تم ترخيص الأنمي لشركة أنبليكس أمريكا [الإنجليزية] لبثه في أمريكا الشمالية.
حصلت القصة على فيلم واقعي من إخراج «هاياتو كاواي» عُرض في سينما اليابان في شهر سبتمبر 2019.

## ملخص القصة
تدور أحداث القصة في أكاديمية شوتين للطلبة المتميزين، تحديداً في مجلس الطلبة بين رئيس المجلس «ميوكي شيروغاني» ومعاونته «كاغويا شينوميا»، كاغويا ابنة عائلة ثرية بينما ميوكي هو الطالب الأول في المدرسة ومعروف بإمتيازه، يحبان بعضهما لكن فخرهما يمنعهما من التعبير لبعضهما، ويخطط كل منهما لإجبار الآخر على الإعتراف بحبه.
في وقت لاحق خلال حياتهم، يعترفان أخيراً بمشاعرهما نحو بعضهما وتبدأ مواعدتهما، ثم تنتقل القصة لتغطي تطور علاقتهما وتعاملهم مع أمورهم الشخصية وزملائهم الذين حولهم.

## الإنتاج

### الفكرة
أثناء كتابة أكاساكا [الإنجليزية] لمانغا «رصاصات فورية» لمجلة يونغ جمب أراد إبتكار سلسلة جديدة مختلفة، في مقابلة له مع موقع لايف دور [الإنجليزية]، صرح أكاساكا [الإنجليزية] أن حبكة قصة المانغا الأصلية كانت تتضمن الكثير من الخيال وألعاب الموت، إلا أن محرره طلب بجعلها أكثر واقعية، في ذلك الوقت المجلة لم تكن تملك أي سلسلة مانغا من نوع كوميديا رومانسية، لتصبح مانغا «كاغويا-ساما» أول سلسلة تحمل هذا التصنيف تنشر في المجلة.
رتب أكاساكا [الإنجليزية] الأحداث في بيئة مدرسة ثانوية لأنه لم يملك خبرة كبيرة حينها في المواعدة والرومانسية وأراد إستذكار بعض من مشاعره أثناء شبابه في الخيال، وتصور أن شخصيتين من نوع تسونديري تحبان بعضهما تتصارعان في معارك ذهنية، ظن في البداية أن هذه الفكرة شائعة للغاية إلى أن فوجئ بإخبار القراء له بأن هذه فكرته مبتكرة، كما أراد إضافة الكثير من المعارك الذهنية كما في مانغا مذكرة نوت لكن تغير الموضوع إلى صدام مشاعر رومانسية.

### تصميم الشخصيات
إقتبس أكاساكا [الإنجليزية] أسماء شخصيتي القصة من حكاية حطاب الخيزران، إحدى أشهر قصص الأميرات الفلكلورية في اليابان وبطلتها الأميرة كاغويا، قال أكاساكا بأنه وضع لكل من «كاغويا» و«ميوكي» نفس الشخصية وطريقة التفكير كأنهما توأم، مما سهل فهم القارئ لطبيعتهما، ثم قام بتطوير الإختلاف بين الشخصيتين تدريجياً كأنهما قالب يمتلئ بشكل تدريجي بمشاعر واقعية إستمدها من تجاربه الشخصية وتجارب معارفه، بشكل شخصي أحب الكاتب الشخصيات المتناقضة التي تختلف دواخلها عن تصرفاتها الخارجية.

### التطور والأنماط
في تطويره لحدث ما أو فصل من المانغا، كان أكاساكا [الإنجليزية] يفكر في العواطف أولاً ثم يكتب عن اختبار المشاعر، مثلاً مالذي ستشعر به (كاغويا إذا كانت غيورة؟)، ثم يقوم بترتيب الشخصيات والأحداث حول تلك المشاعر، وعندما يفكر بمشاعر أخرى لم تصل القصة إليها بعد كان يكتبها على قصاصات ورقية أو دفتر ليعود إليها في وقت لاحق.
قال أكاساكا [الإنجليزية] بأنه خطته الأصلية كانت توفير مانغا مسلية تعطي شعوراً بالإسترخاء للقارءات من النساء العاملات في المكاتب، لكن طغت على قصته جوانبة كأوتاكو، آمن أكاساكا [الإنجليزية] بأن المانغا هي أكثر من كونها مجرد عرض لكلمات وردود أفعال، بل هي وسيلة لتزويد القارئ بشيء مثير وإيصال رسائل ذات مغزى حول العلاقات الإجتماعية الإنسانية.
ذكر أيضاً أن وصول «ميوكي» و«كاغويا» إلى المرحلة الثالثة من الثانوية سيمثل النصف الثاني من القصة، وعندما تم سؤاله عن النهاية، قال بأنه لا يعلم بعد فيما إذا كان سيجر القصة إلى نهاية سيئة كما في حكاية الأميرة كاغويا، لكنه لا يمانع أن يحدث ذلك، كما إنه يفكر في إعطاء كل شخصية فصل إستدعاء كما في ألعاب محاكاة المواعدة.

## إعلام

### مانغا
أطلق أكا أكاساكا [الإنجليزية] المانغا في عدد يونيو من مجلة «ميراكل جمب» المنشور في 19 مايو 2015، ونشر آخر فصل منها في هذه المجلة في عدد فبراير من المجلة المنشور يوم 19 يناير 2016، ثم إنتقل إلى مجلة مانغا السينين يونغ جمب الأسبوعية لنفس دار النشر يوم 24 مارس 2016، صدر عن المانغا فصل خاص في عدد «يونغ جمب غولد» يوم 18 مايو 2017.
أعلنت فيز ميديا الناشر في أمريكا الشمالية في شريط إعلاني ضمن «مهرجان كوميك كون سان-دييغو الدولي» يوم 20 يوليو 2017 عن حصولها على ترخيص نشر السلسلة بالإنجليزية.
نُشرت مانغا جانبية من قبل «شينتا ساكاياما» بعنوان فرعي "إصدار دوجين" (同人版، Dōjin-ban) على موقع مجلة «توناري نو يونغ جمب» لدار نشر شوئيشا يوم 14 يونيو 2018، ثم تسلسلت في ثاني ورابع يوم خميس من كل شهر حتى إنتهت يوم 25 يونيو 2020، وجمعتها شوئيشا في 4 مجلدات تانكوبون من 19 ديسمبر 2018 وحتى 17 يوليو 2020.
بالإضافة إلى مانغا جانبية أخرى رباعية المستويات [الإنجليزية] من قبل المانغاكا «جي3 إيدا» بعنوان "نرغب بالتحدث عن كاغويا-ساما" (かぐや様を語りたい، Kaguya-sama o Kataritai) أنطلقت في مجلة يونغ جمب الأسبوعية في 26 يوليو 2018، وركزت على شخصيتي الفتاتين من نادي الصحافة والإعلام في المدرسة المعجبات بكاغويا وطاقم مجلس الطلبة لكن ليس لديهما فكرة عمّا يحصل داخل المجلس، نُشر أول مجلد منها في 19 مارس 2019، وحتى مارس 2022 سيكون صدر لها 6 مجلدات ولا تزال مستمرة.

### الأنمي

ملصق الموسم الأول من أنمي كاغويا-ساما: الحب حرب

أعلن دار نشر شوئيشا يوم 1 يونيو 2018، عن إنتاج أنمي تلفزيوني مبني على هذه المانغا من تنفيذ ستوديو أي-1 بيكتشرز وإخراج «شينيتشي أوماتا» تحت الاسم المستعار «مامورو هاتاكياما»، تولى كتابة النصوص والسيناريو «ياسوهيرو ناكانيشي»، وتصميم الشخصيات «يوكو ياهيرو» والإخراج الصوتي «أكيتاغاوا»، بينما ألحان الموسيقى من قبل «كيه هانيوا»، أغنية مقدمة الأنمي «حب درامي» من أداء "ماسايوكي سوزوكي [الإنجليزية]، وريكا إهارا، ويوشيكي ميزونو"، بينما أغنية النهاية بعنوان «أزمة عاطفية» من أداء هالكا [الإنجليزية]، عُرض الأنمي في اليابان بين (12 يناير-30 مارس) عام 2019 على المحطات (تلفزيون ام بي اس، تلفزيون طوكيو، بي اس 11، تلفزيون غونما، تلفزيون توتشيغي، تلفزيون تشوكيو [الإنجليزية]، تلفزيون نيغاتا [الإنجليزية])، وتكون من 12 حلقة، حصلت أنبليكس أمريكا [الإنجليزية] على حقوق عرض المسلسل في أمريكا الشمالية، كما تم بثه على كرنشيرول وهولو وفنيميشن-ناو، كما عرض في أستراليا ونيوزلندا من قبل «أنمي لاب»، في جنوب شرق أسيا تم ترخيصه من قبل ميوس للإتصالات [الإنجليزية] وعرضه على نتفليكس.
في 19 أكتوبر 2019، أعلن عن موسم ثاني للأنمي بعنوان «كاغويا-ساما: الحب حرب؟» من تنفيذ وتمثيل الطاقم نفسه، عرض بين (11 أبريل-27 يونيو) عام 2020 على المحطات اليابانية (تلفزيون ام بي اس، تلفزيون طوكيو، بي اس 11، تلفزيون غونما، تلفزيون توتشيغي، تلفزيون نيغاتا [الإنجليزية]، وخدمة تلفزيون أبيما [الإنجليزية]) إحتوى الموسم الثاني على أغنية "تصحيح جواب" (答え合わせ، Kotae Awase) من أداء مؤدية صوت شخصية «كاغويا»، عاد ماسايوكي سوزوكي [الإنجليزية] لأداء أغنية مقدمة أنمي الموسم الثاني بعنوان «دادي! دادي دو!» (!Daddy! Daddy Do) مع آيري سوزوكي، بينما أُستعملت أغنية "نُفخ بالرياح" (風に吹かれて، Kaze ni Fukarete) من أداء هاروكا فوكوهارا كأغنية نهاية، بالإضافة إلى دخول شخصيتين جديدتين إلى فريق شخصيات الأساسية هما «ميكو» و«أوساراغي»، تلقى الموسم الجديد عرض أول عالمي في مهرجان أنمي سيدني [الإنجليزية] يوم 8 مارس 2020 قبل بثه تلفزيونياً في اليابان، حصلت فنيميشن على حقوق البث الحصرية للأنمي في أواخر شهر مارس وبدأت بعرضه مدبلجاً بالإنجليزية يوم 25 يوليو ثم أطلقت دبلجة الموسم الأول في وقت لاحق، في جنوب شرق آسيا قامت شركة ميوس للإتصالات [الإنجليزية] ببث الأنمي على نتفليكس.
في يوم 25 أكتوبر 2020، صدر إعلان متزامن عن إنتاج حلقات أوفا مع موسم ثالث خلال الحدث الخاص المسمى «كاغويا-ساما ترغب بالتحدث إليكم على المسرح»، سيتم نشر ثلاث حلقات أوفا ملحقةً بالمجلد رقم 22 للمانغا الذي سيصدر يوم 19 مايو 2021.
أعلن يوم 21 أكتوبر 2021 رسميًا عن موسم ثالث للأنمي بعنوان «كاغويا-ساما: الحب حرب -روماسية مضاعفة-» بنفس طاعم العمل والأداء، بدأ عرض الموسم الثالث تلفزيونيًا بين (9 أبريل-25 يونيو) 2022 متكونًا من 13 حلقة، قام المغني ماسايوكي سوزوكي [الإنجليزية] أيضًا بأداء أغنية مقدمة الموسم الثالث والتي بعنوان "بالكاد" (ギリギリ، Giri Giri) بالإشتراك مع المغنية «سوو» من فرقة سايلنت سايرن [الإنجليزية]، بينما أغنية النهاية التي تحمل الإسم "القلب عاجز" (ハートはお手上げ، Heart wa Oteage) من أداء آيري سوزوكي، إحتوت الحلقة الخامسة من الأنمي على أغنية نهاية مختلفة بعنوان «واقعيتي» (My Nonfiction) من أداء كل من مؤدي الأصوات ماكوتو فوروكاوا عن شخصية «ميوكي شيروغاني» وكونومي كوهارا [الإنجليزية] عن شخصية «تشيكا فوجيوارا».
بإنتهاء الموسم الثالث تم الإعلان عن مشروع أنمي إضافي قيد الإنتاج.

### فيلم واقعي
عُرض فيلم واقعي مقتبس عن قصة المانغا يوم 6 سبتمبر 2019، أدوار البطولة ذهبت إلى الممثل شو هيرانو [الإنجليزية] عن شخصية «ميوكي شيراغاني» والممثلة كانا هاشيموتو عن دور «كاغويا شينوميا»، أخرج «هاياتو كاواي» الفيلم، بينما كتب «يويتشي توكوناغا» سيناريو العرض، أُجري التصوير بين مارس وأبريل 2019.
أعلن يوم 6 يونيو عن فيلم آخر تكميلي عرض في دور العرض اليابانية في 20 أغسطس 2021، بنفس طاقم تمثيل الفيلم الأول.

## الجوائز والترشيحات
| السنة | الجائزة               | النتيجة |
| ----- | --------------------- | ------- |
| 2017  | جائزة المانغا القادمة | فوز     |

## ردود الأفعال
في أبريل 2019 وصلت عدد نسخ مانغا كاغويا-ساما: الحب حرب إلى (6.5 مليون) نسخة مطبوعة متداولة، وحتى شهر أكتوبر من العام نفسه إرتفع العدد إلى (8.5 مليون) نسخة ثم إلى (9 ملايين) نسخة متداولة مع نهاية عام 2019، وارتفع العدد إلى (13 مليون) نسخة مطبوعة متداولة في أكتوبر 2020، مما جعلها تحتل المركز التاسع بين أفضل المانغات مبيعاً في عام 2019، وتجاوز عدد نسخها المطبوعة (15 مليون) نسخة بحلول أبريل 2021، كما حصلت المانغا على المركز الثالث عام 2017 في «جائزة تسوغي ني كورو» للمانغات المنشورة بصيغة كتاب مطبوع، ثم في عام 2020 حصلت على جائزة شوغاكوكان للمانغا الـ65 بالتصنيف العام مناصفةً مع مانغا أواشي، كما إحتلت المانغا المرتبة #50 في تصويت أجراه تلفزيون أساهي لأفضل 100 مانغا، شارك فيه 150,000 شخص.
«ريبيكا سيلفرمان» من موقع شبكة أخبار الأنمي أعطت مراجعة إيجابية للمجلدين الأول والثاني من المانغا قائلةً: «بأنها من أكثر القصص الكوميديا الرومانسية الفريدية الموجودة»، وأشارت إلى أن المجلد الثاني أفضل من الأول في دلالة لتطور المؤلف مما يعطي آمال جيدة لإستمرار السلسلة، وأضافت أنه بحاجة للصقل أكثر ووجوه الشخصيات تميل إلى إظهار المعاناة.
في توزيع جوائز كرانشيرول للأنمي لعام 2020، إختير أنمي كاغويا-ساما لجائزة أفضل كوميديا، وأفضل ثنائي، وأفضل مقطع أغنية نهائية عن أغنية «تشيكاتو تشيكا تشيكا» (Chikatto Chika Chika)، وشخصية «فوجيوارا تشيكا» للقب أفضل فتاة أنمي، وفي جوائز عام 2021، تم إختيار الموسم الثاني من الأنمي مرة أخرى للقب أفضل كوميديا، وشخصية «كاغويا شينوميا» للقب أفضل فتاة، بالإضافة إلى ترشيح أغنية «دادي! دادي دو!» (!Daddy! Daddy Do) من أداء ماسايوكي سوزوكي [الإنجليزية] لأفضل أغنية مقدمة.

## هامش
أ: عمل المخرج تحت الاسم المتسعار (مامورو هاتاكياما).